# Айгуста Анастасія Литовська
Айгуста Анастасія Литовська (лит. Aigustė Gediminaitė, рос. Анастасия Гедиминовна; прибл. 1320 — 1345) — московська княгиня під час одруження з Симеоном, великим князем володимирським і князем московським. Швидше за все, вона була дочкою Гедиміна, великого князя литовського.

## Життєпис
Прямих доказів того, що вона була донькою Гедиміна, немає, але через її гучний шлюб більшість істориків прийшли до висновку, що вона була членом родини Гедиміна. Вона народилася, ймовірно, між 1316 і 1321 рр.
Щоб вийти заміж за Симеона Московського в листопаді чи грудні 1333 року Айгуста була охрещена як Анастасія. Шлюб мав великий потенціал, оскільки Литва та Московія були запеклими суперниками за панування в Русі, але конфлікти спалахнули знову в 1335 році, лише через два роки після шлюбу.
Два її сини Василь і Костянтин не пережили дитинства; її дочка Василіса 1350 року взяла шлюб із Михайлом Васильовичем Кашинським, тверським князем, який виступав проти Литви. Коли її брата Явнута 1345 року скинув Ольгерд, він звернувся до неї за допомогою. Безпосередньо перед смертю 11 березня 1345 року Айгуста постриглася в черниці. Її поховали в Московському Кремлі в монастирській церкві, будівництво якої вона фінансувала.